# Diagramme branche-et-feuille
 (juillet 2018).

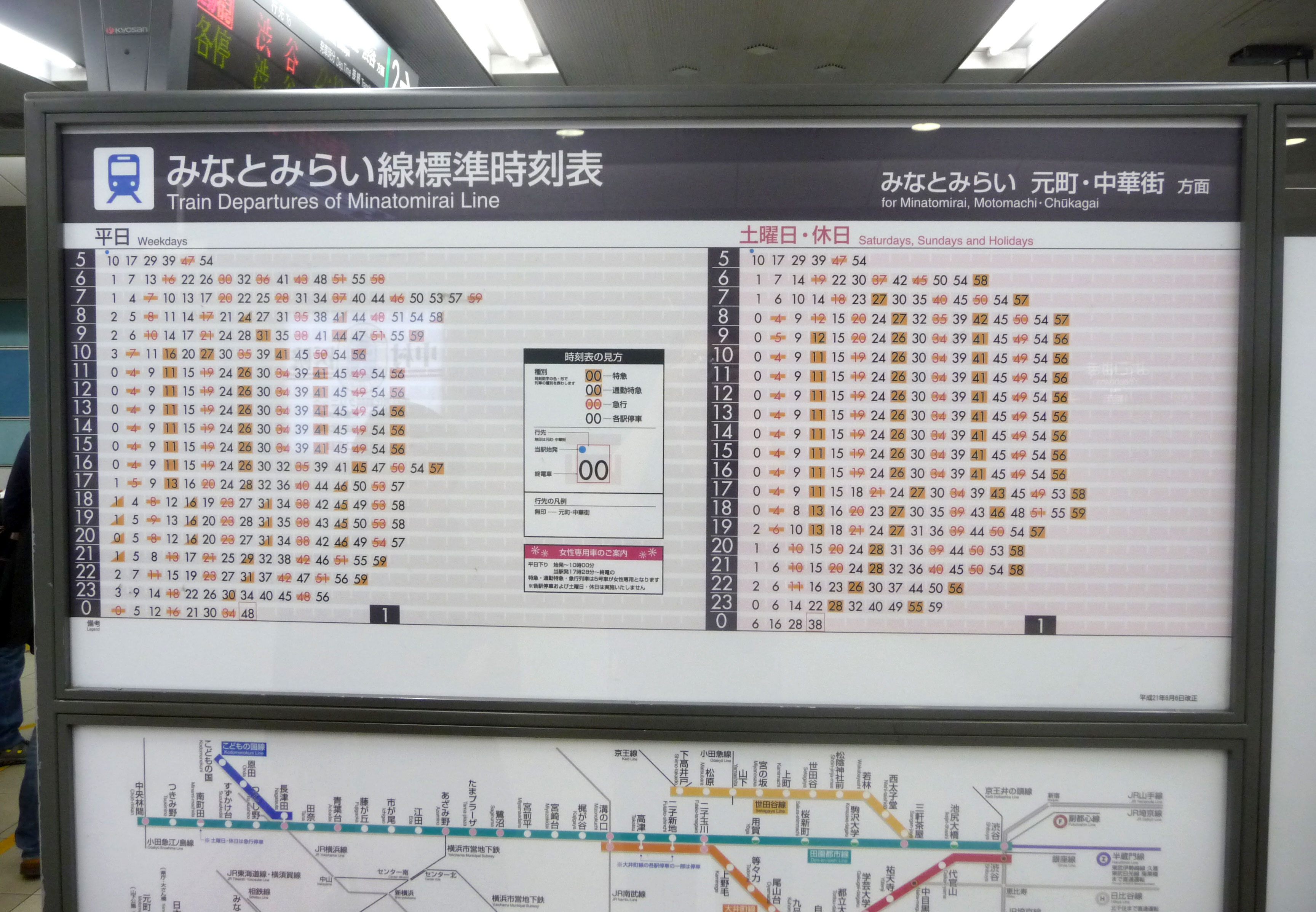
L'horaire des transports publics présenté à l'aide d'un diagramme branche-et-feuille, à Minato Mirai de la gare de Yokohama, Japon. C'est une représentation répandue dans le pays.

Un diagramme branche-et-feuille livre une représentation semi-graphique des données quantitatives, semblable à un histogramme. Il aide à la visualisation de la forme d'une distribution. 

## Histoire
Ce diagramme, développé à la suite des travaux d'Arthur Bowley et John Tukey, est utilisé dans la statistique exploratoire. 
La popularité de cette approche est attribuable à l'utilisation de polices de caractères à espacement fixe (machine à écrire), qui a permis à l'ordinateur de l'époque de produire facilement des graphiques. Les ordinateurs modernes, avec leurs capacités graphiques supérieures, ont rendu cette technique moins souvent utilisée. 
Le diagramme est aussi connu sous le nom « diagramme à branches et feuilles », utilisé largement par les Français, ou « diagramme à tiges et à feuilles » par les Canadiens.

## Exemple
Voici un exemple de diagramme :
{\displaystyle {\begin{array}{r|l}{\text{Branche}}&{\text{Feuille}}\\\hline 4&4~6~7~9\\5&\\6&3~4~6~8~8\\7&2~2~5~6\\8&1~4~8\\9&\\10&6\end{array}}}
Traduction: {\displaystyle 6\mid 3=63}
Unité de la feuille: 1.0
Unité de la branche: 10.0

## Remarques
Le diagramme montre simultanément la répartition des valeurs et les valeurs elles-mêmes.  
Les feuilles sont triées en ordre croissant.  
L'échelle doit être adaptée à l'étendue des données pour offrir une représentation visuelle pertinente.